# Żeby Polska była Polską
Żeby Polska była Polską (in italiano: Che la Polonia sia la Polonia, in inglese Let Poland be Poland) è stato un programma televisivo diretto da Marty Pasetta, realizzato dalla United States International Communications Agency in cooperazione con il Dipartimento della difesa degli Stati Uniti d'America, che è andato in onda per la prima volta il 31 gennaio 1982.

## Storia
La risposta delle autorità statunitensi alla legge marziale introdotta in Polonia il 13 dicembre 1981 furono sanzioni economiche, imposte prima alla Repubblica popolare di Polonia e successivamente anche all'URSS. Al contempo, il presidente degli Stati Uniti Ronald Reagan cercò di dimostrare solidarità con i milioni di polacchi le cui speranze di libertà erano state soppresse: in un messaggio televisivo del 23 dicembre 1981, Reagan invitò i suoi connazionali ad accendere candele alle finestre delle loro case durante la vigilia di Natale in un gesto di solidarietà con la nazione polacca, successivamente indisse per il 30 gennaio 1982 la "Giornata Internazionale della Solidarietà", in cui in molte città occidentali si tennero manifestazioni di sostegno a Solidarność, il sindacato le cui attività erano state sospese dalle autorità polacche. Gli eventi della giornata furono raccontati nel programma Żeby Polska była Polską, il cui titolo rimanda all'omonima canzone di Jan Pietrzaka.
Il programma fu condotto da Charlton Heston e vide la partecipazione di numerose personalità dell'epoca in campo artistico, tra cui Frank Sinatra, che cantò Ever Homeward (in polacco Wolne Serca, in italiano: I cuori liberi), interpretandone due strofe in polacco, e politico, che criticarono le autorità polacche e sovietiche, esprimendo al contempo il proprio sostegno alla nazione polacca.
Trasmesso in 50 paesi e visto da 185 milioni di spettatori, Voice of America ne ha curato una versione audio in 39 lingue, trasmessa anche da Radio Free Europe/Radio Liberty e Radio France Internationale. Il programma è stato trasmesso per la prima volta In Polonia da TVP Historia il 13 dicembre 2011.

## Partecipanti

### Artisti
- Benny Andersson
- Kirk Douglas
- Agnetha Fältskog
- Henry Fonda
- Glenda Jackson
- Anni-Frid Lyngstad
- Adam Makowicz
- Paul McCartney
- James Albert Michener
- Czesław Miłosz
- Mstisław Rostropowicz
- Zdzisław Rurarz
- Frank Sinatra
- Romuald Spasowski
- Björn Ulvaeus
- Max von Sydow
- Orson Welles

### Politici
- Madeleine Albright, all'epoca docente studi sull'Europa orientale alla Georgetown University di Washington
- Howard Baker, leader della maggioranza al Senato statunitense
- Francisco Pinto Balsemão, primo ministro del Portogallo
- Arnaldo Forlani, primo ministro dell'Italia
- Wilfried Martens, primo ministro del Belgio
- François Mitterrand, primo ministro della Francia
- Tip O'Neill, speaker della Camera dei rappresentanti degli Stati Uniti
- Ronald Reagan, presidente degli Stati Uniti d'America
- Helmut Schmidt, cancelliere della Repubblica Federale Tedesca
- Adolfo Suárez González, primo ministro della Spagna
- Zenkō Suzuki, primo ministro del Giappone
- Margaret Thatcher, prima ministra del Regno Unito
- Gunnar Thoroddsen, primo ministro dell'Islanda
- Pierre Trudeau, primo ministro del Canada
- Bülent Ulusu, primo ministro della Turchia
- Pierre Werner, primo ministro del Lussemburgo
- Kåre Willoch, ministro di Stato della Norvegia
- Clement J. Zablocki, senatore membro della commissione affari esteri del Senato statunitense